# Mindanaosee

Die Boholsee / Mindanaosee im Süden der Philippinen

Die Mindanaosee, auch als Boholsee bezeichnet, ist ein Teilmeer des Pazifiks und befindet sich zwischen den Visayas und der Insel Mindanao, die dem philippinischen Archipel angehören.

## Geografie
Die Mindanaosee gehört geografisch dem Pazifischen Ozean an und liegt südlich der Inselprovinz Bohol sowie der Insel Leyte und nördlich der großen Insel Mindanao. Sie hat eine Ausdehnung von 270 km von West nach Ost. Zwei der größten Inseln in diesem Meeresabschnitt sind Siquijor und Camiguin. Die Mindanaosee bedeckt eine Fläche von 20.943 km². Die bedeutendsten Städte entlang der Mindanaosee sind Cagayan de Oro, Iligan City, Butuan City, Dumaguete City, Ozamis City und Tagbilaran.
Die Mindanaosee geht im Osten in die Straße von Surigao über, eine Meeresstraße, die zwischen der nördlichsten Ausuferung von Mindanao und der Südspitze von Leyte verläuft. Über diese Straße ist sie mit dem Golf von Leyte und der Philippinensee verbunden. Zahlreiche tiefeingeschnittene Buchten markieren den Küstenverlauf auf Mindanao und Leyte. Auf Mindanao markiert die Bucht von Panguil die schmalste Stelle der Insel.

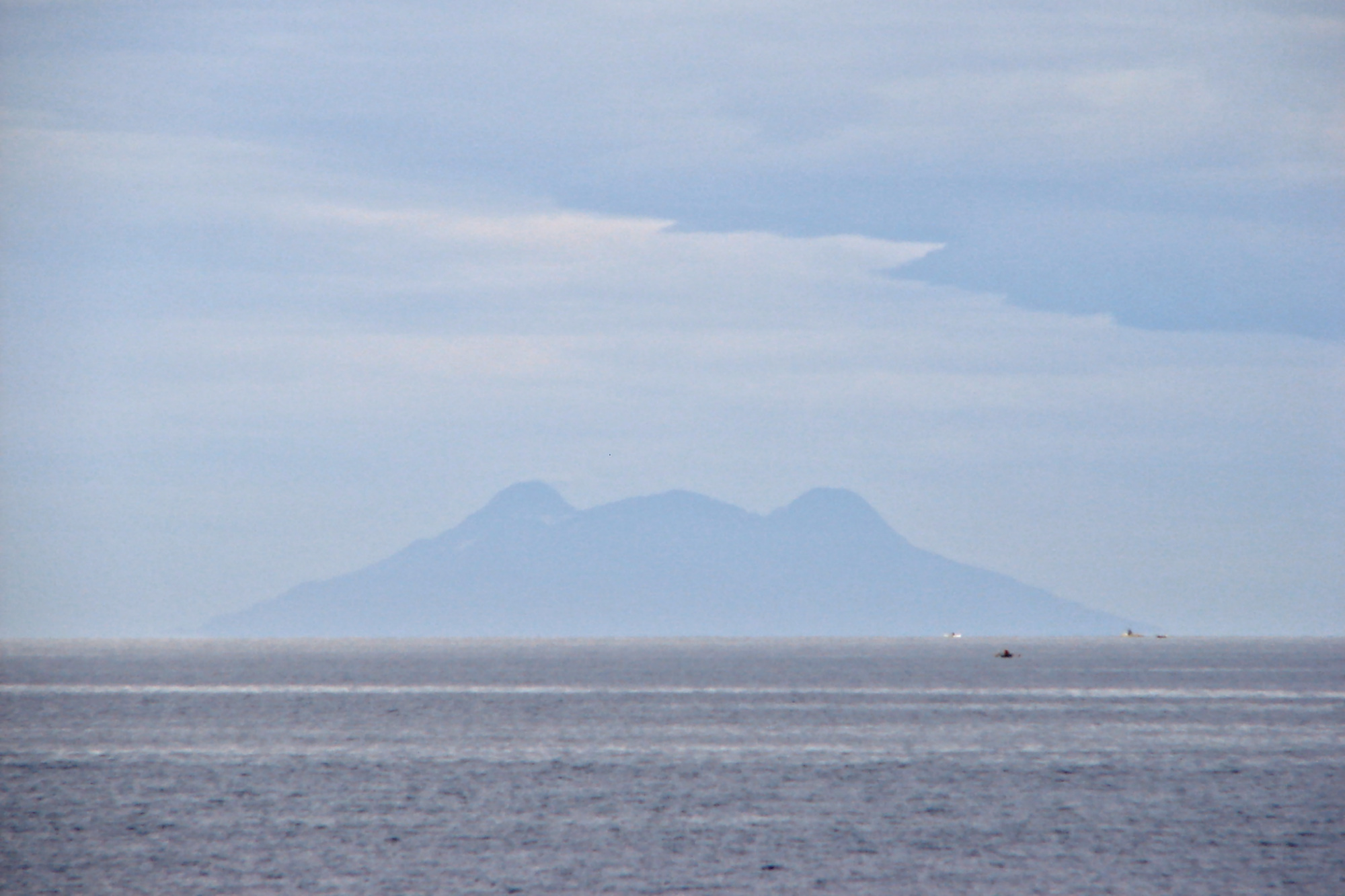
Camiguin und die Boholsee

Im Norden ist sie über den Canigao-Kanal, der zwischen der Insel Bohol und dem südwestlichen Teil von Leyte hindurch führt, sowie über die Straße von Cebu (Bohol-Straße), die zwischen den Inseln Bohol und Cebu verläuft, mit der Camotes-See verbunden. Im Nordwesten befindet sich die Einfahrt zur Tanon-Straße. Im Westen grenzt sie – zwischen der Südspitze von Negros und der Nordseite der Halbinsel Zamboanga – an die Sulusee.
Im Süden bildet die Mindanaosee am Nordufer der Insel Mindanao mehrere Buchten: Bucht von Iligan, Bucht von Macajalar, Bucht von Gingoog und Bucht von Butuan.

## Ökologie
In der Mindanaosee lebt eine breite Vielfalt an Fischen und Meeressäugetieren. So gibt es Beobachtungen des Walhais (Rhincodon typus) und des Pottwals (Physeter catodon oder Physeter macrocephalus). In den Gewässern der Mindanaosee finden sich zahlreiche Korallenriffe; sie belegen ein Gebiet von ca. 133 km². Am Küstensaum der Insel Bohol erstrecken sich auf 2.810 Hektar ausgedehnte Mangrovenwälder.

## Tauchziel
Die Mindanaosee ist ein ausgesprochen fischreiches Gewässer und besitzt eine große Anzahl an Korallenriffen, was sie zu einem Paradies für Fischer und Taucher macht. Im Gebiet der Inseln Panglao, Selinog, Camiguin und Balicasag finden sich eine Anzahl an Korallenriffen. 
Die Mindanaosee ist der Lebensraum für Clownfische, Delphine, Barrakudas, große Korallenformationen und andere Meeresbewohner von tropischen Gewässern.